# Rudolph Leibel
Rudolph Leibel, född den 1942 i Washington, D.C., är en judisk-amerikansk läkare, professor och molekylärgenetiker vid Columbiauniversitetet i New York. 
Leibel är Prefekt Institutionen för Molekylärgenetik, Prefekt Forskningscentrum för Diabetes och Endokrinologi, och Prefekt för 'Naomi Berrie Diabetes Center' vid Columbiauniversitetet. Han är mest känd för sin banbrytande forskning inom kloning leptin och leptinreceptor gen, och han medförfattare till hundratals artiklar under sin karriär, många på leptin.
Tillsammans med Douglas Coleman, Jeffrey Friedman et al., har Leibel blivit känd för upptäckten av leptiners samband med kroppsvikt, som varit viktig för studiet av fetma. Han har fått ta emot många priser för sin framstående forskning.

## Biografi
Efter studentexamen 1959 inskrevs Leibel vid Colgate University där han läste litteraturhistoria, och blev filosofie kandidat 1963. 
Han tog sin läkarexamen vid Yeshiva University Albert Einstein College of Medicine 1967. Samma år började han jobba som forskarassistent på Massachusetts General Hospital. Han blev som biträdande professor i pediatrik vid Harvarduniversitetet 1974, blev docent 1982 vid Cornelluniversitetet och professor 1993. 
Leibel blev 'Christopher J. Murphy Memorial Professor of Diabetes Research' vid Columbiauniversitetet 2008. Hans största forskningsintresse vad fetma, molekylärgenetik och diabetes.